# Antarcturus kilepoae
Antarcturus kilepoae är en kräftdjursart som beskrevs av Oleg Grigor'evich Kussakin 1971. Antarcturus kilepoae ingår i släktet Antarcturus och familjen Antarcturidae. Inga underarter finns listade i Catalogue of Life.